# Klatsmányi Tibor
Klatsmányi Tibor (Zamárdi, 1933. augusztus 24. – Győr, 1986. március 26.) hidász, hídépítő mérnök, főiskolai tanár. A Közlekedési és Távközlési Műszaki Főiskola (KTMF), ma Széchenyi István Egyetem Hídépítési Tanszékének vezetője (1972-1986), aki 1974-től haláláig a KTMF Közlekedésépítési Intézetének is igazgatója volt.
Működési területe: közúti hidak tervezése, építése, fenntartása és oktatása.

## Családi gyökerek, tanulmányai
Klatsmányi Tibor id. Klatsmányi Árpád és Lüttich Irma harmadik gyermekeként született Zamárdiban, a családi nyaralóban. Édesapja megbecsült építőmester volt, édesanyja háztartásbeli. Nővére, Gabriella dr. Kiss József szakállatorvos felesége lett, aki a magyarországi szarvasmarha-állomány gümőkór mentesítését dolgozta ki az 1960–70-es években, Vas megyében. Bátyja Klatsmányi Árpád gyémánt diplomás okleveles gépészmérnök, feltaláló, címzetes egyetemi tanár volt.
Nagyapja, id. Klatsmányi Nándor az elsők között vett telket a Balaton partján kijelölt üdülőtelepen, és négy gyermeke számára családi nyaralót építtetett. A kiterjedt Klatsmányi család ingergazdag szellemi légkört teremtett az itt nyaraló gyereksereg – nemcsak a Klatsmányiak – számára. A sport mellett mindennapos vetélkedéssel töltötték az időt, játékosan versenyeztek technikai, építészeti, művészeti, irodalmi témákban is. Megtanultak gépeket szerelni és javítani. Tibor ügyes kezével és türelmével tűnt ki. Ezek a nyarak tanították meg a csapatban való játékra és szerepvállalásra.
A család a XI. kerületben, a harmincas évektől a Feneketlen-tó melletti épülettömbben lakott, mindhárom gyermek a közeli iskolákat látogatta. Tibort a vizek áthidalása már gyermekkorától izgatta, a szerkezeti megoldások sokfélesége megragadta. Kisiskolás korában már pontosan ismerte a budapesti hidak szerkezetét, édesapjával gyakran alulról és felülről körbejárták a főváros szépséges hídjait. 12 évesen élte meg a dunai hidak felrobbantását, a Margit híd tragédiáját, s amint lehetett, kiszökve megnézte a vízbe szakadt Erzsébet, Ferenc József és a születése évében elkezdett Horthy Miklós hidat. Számára ettől kezdve a híd lett a fontos, az egész életére.
A család ragaszkodása a Balatonhoz és a XI. kerülethez közismert volt. Klatsmányi Tibor egészen Győrbe költözéséig a Feneketlen tó környékén élt, itt járt iskolába, egyetemre, innen nősült. Középiskolai tanulmányait a Budai Ciszterci Szent Imre Gimnáziumban kezdte és az 1948-as államosítás után helyileg ugyanott, a Villányi úti épületben a „Jóská”-nak becézett József Attila fiú gimnáziumban 1951-ben fejezte be. Kortársai közül kitűnt hihetetlen gyors felfogóképességével; mély ismereteket szerzett matematikában és fizikában. Rögtön felvették az éppen átszervezésben élő Budapesti Műszaki Egyetem mérnöki karára. Egyetemi tanulmányait 1956-ban fejezte be.
1955-ben feleségül vette Budapesten Kolozsy Zsuzsannát. Házasságukból három gyermek született: Csilla (1958), Zsuzsanna (1961–2004) és Nándor (1966). Második felesége, Klatsmányi Mercédesz a győri Czuczor Gergely Bencés Gimnázium volt könyvtárosa.
1979-ben költözött Győrbe. 1986-ban hunyt el, a Nádorvárosi köztemetőben nyugszik.

## Szakmai pályafutása
1956–1963. UVATERV-nél hídtervezőként kezdte pályafutását. Felelős tervezőként közreműködött több hazai és külföldi híd tervezésében. Egyik önálló terve a megépített gyomai Hármas-Körös híd (1961–62). Egyiptomi megrendelésre öszvértartós forgóhidakat tervezett társaival közösen. Legnagyobb önálló munkája az iraki Dijála folyón 170 m-en átívelő utófeszített közúti híd tervezése és az építés levezénylése volt. Tagja volt annak a csapatnak, akikkel egy szíriai 400 m-es vasúti vasbetonhidat terveztek. Első díjat nyertek a 32–60 m nyílású közúti hídszerkezetek tervpályázatán és az autópálya alatti kisnyílású hidak tervpályázatán.

## Oktatás
1963–1971. A BME Vasbetonszerkezetek Tanszékén adjunktusként dolgozott, és Bölcskei Elemér professzor vezetése alatt megkezdte elméleti munkáját, bekapcsolódva a tanszék tudományos és kutató tevékenységébe. A műgyanták vasbetonépítési alkalmazásával, és az utófeszített betontartók számításáról írta doktori disszertációját, melyet summa cum laude védett meg. Fő területe az egyetemen is a hídépítés volt; társszerzőkkel négy egyetemi jegyzetet írt. A gyakorlati életet fontosnak tartotta, s többek között foglalkozott az algyői Tisza híd, valamint Európa harmadik, az ország első utófeszített, szabadon szerelt technológiával készült kunszentmártoni Hármas-Körös híd vasbetonszerkezetének vizsgálatával és ellenőrzésével.
1971–1972. Átmeneti időszak. Meghívták félállású oktatónak az éppen alakulófélben lévő Közlekedési és Távközlési Műszaki Főiskolára (KTMF). Ugyanakkor létesítményi főmérnöke volt a Közúti Beruházó Vállalatnak.
1972–1986. Kinevezték a KTMF főiskolai docensének és a Hídépítési Tanszék vezetőjének. A Vasbetonszerkezetek és a Hídépítés tantárgyakat oktatta, majd azok oktatását irányította. 1974-től a Közlekedésépítési Intézet igazgatója lett, és több mint tíz éven keresztül vezetőként fejtette ki oktatói, szakmai, tudományos, szervező tevékenységét. 1976-ban főiskolai tanárrá nevezték ki.
1986-ban bekövetkezett haláláig szakmai és emberi adottságait erejét nem kímélve a főiskola szervezeti, szakszerű kialakítására, fejlesztésére, erősítésére fordította. Hitt a csapatmunkában, mellyel országos elismertségre tettek szert. Klatsmányi Tibor határozott, néha talán kemény, mégis mélységesen emberséges személyisége máig meglátszik a tanszék arculatán: a tanszék állományát halála után 20 évvel is az általa felvett oktatók alkották.
Hazai és a külföldi szaklapokban, folyóiratokban publikált. A Mélyépítéstudományi Szemle ismert szerzője volt. Sokszor szerepelt előadóként hazai és nemzetközi konferenciákon és kongresszusokon.
2011-ben az Év hidásza cím odaítélésekor írták róla: „Dr. Klatsmányi Tibor oktató munkáját a biztos szakmai ismeretek talaján állva világos, élvezhető, színes előadások jellemezték. Oktatási tapasztalatait készségesen, tudatosan adta át fiatalabb, tapasztalatlanabb kollégáinak. Oktató munkáját hét jegyzete is fémjelzi, amelyek közül négyet, még ma is használunk (Feszített tartók, Vasbetonhidak, Hídépítés).”

## Hidak és épületszerkezetek szakértője
Az oktatásban és a főiskola szervezésében való elmélyülés nem szakította el a gyakorlati élettől. A sokszor nevet változtató veszprémi völgyhíd vizsgálatát 1975-től a KTMF Hídépítési Tanszék Dr. Klatsmányi Tibor vezetésével átvette és az ellenőrző méréseket egészen 1992-ig végezték.
A hidász szakma nagy öregje, dr. Träger Herbert kiemelte, hogy dr. Klatsmányi Tiborral nagyon jól lehetett együttműködni, mindig a legjobb megoldást kereste, olyan kritikus esetekben is, mint a sárvári Rába-híd függesztő oszlopának szakadása.
Külföldiekkel, a Cottbusi Mérnökfőiskola és a drezdai Friedrich List Közlekedési Főiskola munkatársaival kooperációban közúti hídszerkezeteket vizsgáltak, felújításukat és megerősítésüket megtervezték és a munkát felügyelték.
A teljesség felsorolása nélkül 1974 és 1981 között a Hídépítési Tanszék Dr. Klatsmányi Tibor által vezetett szakértői gárdája - dr. Koppány Attila, Tallós Elemér és Kászonyi István - készítette el Budapest XIII. kerületi lakóépületek műszaki-statikai állapot vizsgálatát; összesen 342 szakvéleményt adtak ki.

## Iskolateremtő
Széles körű szakmaismeretére alapozva a fiatalokat maga köré gyűjtötte és műszaki (hídépítési, szerkezettervezési) iskolát, műhelyt teremtett. Munkájuknak eredményessége több kényes állapotú híd (pl. Marx téri felüljáró) és egyéb mérnöki szerkezet (pl. víztornyok) felújításában, megmentésében mutatkozott meg. Országos pályázatokon nyert díjaik:
- Déli Duna híd. II. díj 1971.
- Közúti hidak alépítményeinek előregyártása. I. díj 1976.
- M0-s autópálya Duna híd. I. díj 1981.
- Előre gyártott közúti hidak. I. díj 1983.

Klatsmányi Tibornak az volt a megingathatatlan véleménye, hogy a hallgatói közösség sokkal több, mint az egyének összessége. Ezt máig sokan vallják a győri Hídépítési tanszéken.

## Társasági tagság
- Közlekedéstudományi Egyesület Győr-Moson-Sopron megyei területi szervezetének vezetőségi tagja.

## Díjai, kitüntetései
- Többszörös Kiváló Dolgozó
- Kiváló Munkáért
- KTE ezüst jelvény (1993)
- Az év hidásza (postumus 2011)
- Beválasztották a magyar statikus társadalom nagyjai sorába (2013)

## Emlékezete
- Klatsmányi Tibor – Varga László ösztöndíj. Az ösztöndíj névadói a Széchenyi István Egyetem egykori legendás professzorai, az építési szakterület nemzetközileg jegyzett tekintélyes személyiségei. Az ösztöndíj forrása magánadomány, a győri egyetem vezető oktatói 1999-ben alapították és finanszírozzák. Évente 2 hallgató nyerheti el a rangos díjat. Az ösztöndíjpályázatot 2003 óta minden évben az UNIVERSITAS-Győr Alapítvány Kuratóriuma hirdeti meg az egyetem nappali tagozatos hallgatói számára.
- Klatsmányi híd. 2018-ban átadott híd a Mosoni-Dunán.

## Kiemelt könyvei, publikációi
- Bölcskei Elemér, Tassi Géza, Klatsmányi Tibor: Vasbetonépítéstan. Feszített tartók számítása. Tankönyvkiadó, Budapest, 1964.
- Bölcskei Elemér, Klatsmányi Tibor: Epoxi-beton. Mélyépítéstudományi Szemle. XV. 1965. pp. 277–282.
- Bölcskei Elemér, Szerémi László, Klatsmányi Tibor: Vasbetonépítéstan - Hídszerkezetek számítása. Tankönyvkiadó, 1966.
- Bölcskei Elemér, Klatsmányi Tibor: Hídépítéstan I. rész. Tankönyvkiadó, Budapest, 1966.
- Bölcskei Elemér, Szépe Ferenc, Klatsmányi Tibor: Hídépítéstan II. rész. Tankönyvkiadó, Budapest, 1967.
- Bölcskei Elemér, Szerémi László, Klatsmányi Tibor: Kiegészítés a Vasbetonépítéstan, Hídszerkezetek számítása c. jegyzethez. Tankönyvkiadó, Budapest, 1967.
- Klatsmányi Tibor: Előregyártás a hazai közúti hidak építésében, KTMF Tudományos Közlemények, 1975.
- Kocsonya Pál, Klatsmányi Tibor: Az Üllői-Könyves Kálmán körút keresztezési műtárgyai. Mélyépítéstudományi Szemle, 1976.
- Klatsmányi Tibor: Hídépítés, vasbeton hidak. Tankönyvkiadó, 1977.
- Klatsmányi Tibor: A KTE Mérnöki Szerkezetek Szakosztálya, a Vasúti Hidász Szakcsoport és a KTE KTMF Csoportjának tanulmányútja Győrött, 1983. május 27-én. Mélyépítéstudományi Szemle, 1983.
- Klatsmányi Tibor: Vasbetonszerkezetek építése. Tankönyvkiadó, 1986.
- Klatsmányi Tibor: Hídépítés I.-II. rész. Tankönyvkiadó, 1986.

## Külső hivatkozások
- A magyar statikus társadalom nagyjai 2013
- Tóth Ernő: 50 hídmérnöki konferencia 1962-2009
- „Klatsmányi Tibor-Varga László” ösztöndíjpályázat Archiválva 2015. december 22-i dátummal a Wayback Machine-ben

### Videóhivatkozások
- Átadták az ösztöndíjakat